# Jahanabad
Jahanabad es un pueblo y nagar Panchayat situado en el distrito de Pilibhit en el estado de Uttar Pradesh (India). Su población es de 14328 habitantes (2011). 

## Demografía
Según el censo de 2011 la población de Jahanabad era de 14328 habitantes, de los cuales 7588 eran hombres y 6740 eran mujeres. Jahanabad tiene una tasa media de alfabetización del 51,59%, inferior a la media estatal del 67,68%: la alfabetización masculina es del 60,60%, y la alfabetización femenina del 41,67%.